# Anselmo Fernández
Anselmo Fernández (Valladolid 1871 - Sevilla, 1947) fou un actor de sarsuela espanyol que debutà a Madrid el 1892. El 1899 va formar part de la companyia del Teatro Apolo fins al 1903 any en què va passar al Teatro de la Zarzuela. A partir del 1925 són freqüents les seves sortides per Catalunya i del 1925 al 1930 figura com a primer actor i director del Teatre Tívoli de Barcelona. A partir del 1934 tornà als escenaris madrilenys.